# Guáimaro
Guáimaro este un municipiu și un oraș din partea de sud a provinciei cubaneze Camagüey. Este situat între Camagüey și Victoria de Las Tunas .

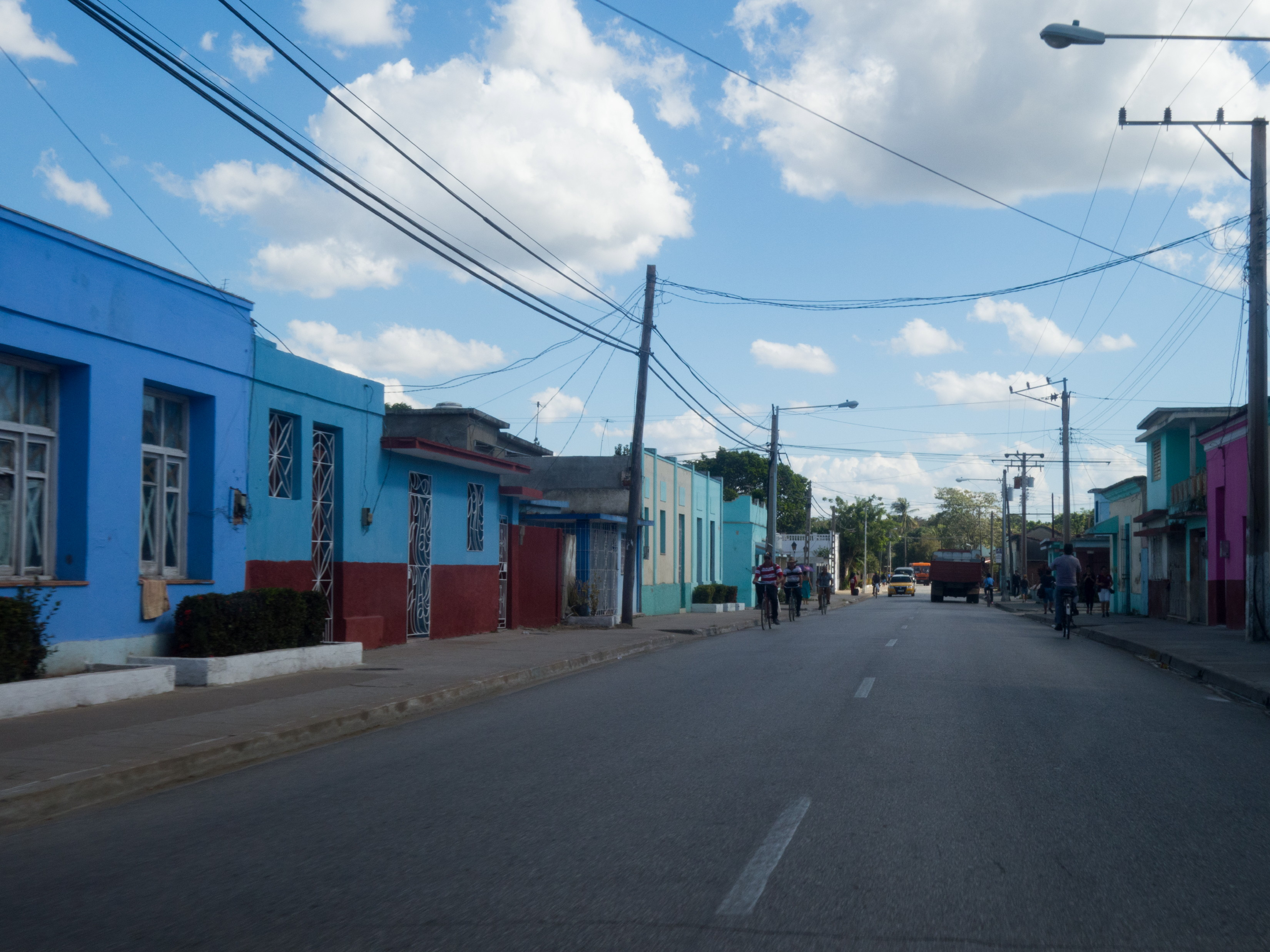
Guáimaro, strada principală

Localitatea s-a format în 1943 când s-a despărțit de orașul Camagüey. Guáimaro este împărțit în Barrios Elia, Camaniguán, Galbis, Guáimaro, Palo Seco, Tetuán și Pilar. 
Orașul a jucat un rol important în istoria Cubei, deoarece armata revoluționară Mambí s-a întâlnit aici în 1869 pentru a elabora pentru prima dată o constituție pentru o Cuba eliberată de stăpânirea spaniolă.

## Demografie
În 2004, municipiul Guáimaro avea 57.087 de locuitori.  Cu o suprafață totală de 1847 km² , orașul are o densitate a populației de 30,9 locuitori / km².